# Enchanted Lady
Enchanted Lady is een nummer van de Britse band The Pasadenas uit 1988. Het is de derde en laatste single van hun debuutalbum To Whom It May Concern.
"Enchanted Lady" is een ballad waarin de ik-figuur zijn liefde voor een vrouw bezingt. Naast de originele versie bestaat er ook een a capella versie. Het nummer werd een klein hitje op de Britse eilanden en in Nederland. In het Verenigd Koninkrijk, het thuisland van The Pasadenas, bereikte het een bescheiden 31e positie. Succesvoller was het in de Nederlandse Top 40 met een 25e positie.